# Imagika
Imagika war eine US-amerikanische Power- und Thrash-Metal-Band aus San Carlos, Kalifornien, die im Jahr 1993 gegründet wurde und sich 2010 auflöste. Der Bandname ist einem Roman von Clive Barker entliehen.

## Geschichte
Die Band wurde im Jahr 1993 von Gitarrist Steven Rice, Schlagzeuger Henry Moreno und Sänger David Michael gegründet. Nach einem Demo im Jahr 1994 kam Bassist Michael Dargis zur Besetzung, sodass die Aufnahmen zu einem Debütalbum im Jahr 1995 begannen. Ihr selbstbetiteltes Debütalbum erschien im Jahr 1995 bei ihrem eigenen Label Headless Corpse Records. Etwas später wurde das Album über ABS Records wiederveröffentlicht. Daraufhin erreichte die Gruppe einen Vertrag bei Radiation Records, worüber das nächste Album Worship vertrieben wurde. Danach wechselte die Band zu Massacre Records und ging im Jahr 1999 auf Tour durch Deutschland zusammen mit Grave Digger und Iron Savior. Im Folgejahr verließ Bassist Michael Dargis die Band. Auf dem nächsten Album And So It Burns waren die Grave-Digger-Mitglieder Chris Boltendahl (Gesang) und Uwe Lulis (E-Gitarre) als Gastmusiker zu hören. Das Album wurde später unter dem Namen So It Burns über World War III Records wiederveröffentlicht, wobei es drei Bonuslieder von Worship enthielt. Der leicht veränderte Name kam versehentlich durch einen Grafikfehler auf dem Albumcover zustande. Daraufhin nahm die Band zwei Lieder für World War III Records auf, wovon jeweils eins auf einem Tributealbum enthalten waren: Zum einen Metallicas Four Horsemen, zum anderen Black Sabbaths Never Say Die. Danach trennte sich die Band von Massacre Records und Bassistin Elena Repetto-Luciano kam zur Band. Die Band plante ein Projektalbum namens Fallen God für das Jahr 2002, das jedoch nie veröffentlicht wurde. Im Jahr 2004 wurde das Album Devils on Both Sides aufgenommen. Währenddessen verließ Sänger David Michael die Band und wurde durch Norman Skinner ersetzt. Das Album erschien im Folgejahr. Bereits im Jahr 2006 folgte mit My Bloodied Wings das nächste Album, wobei dies von King-Diamond-Gitarrist Andy LaRocque produziert wurde. Das anschließende Album Feast for the Hated (2008) wurde ebenfalls von LaRocque in den Sonic Train Studios produziert. Nach den Aufnahmen kam Jim Pengram als neuer Bassist zur Besetzung. Bis Mai 2009 hielt die Band eine US-Tour ab, die 15 Auftritte umfasste. Im Herbst 2009 begab sich die Gruppe erneut in die Fang and Fossil Studios, um das nächste Album aufzunehmen, wobei hier Gitarrist Steve Rice als Produzent tätig war. Anschließend wurde das Album von Andy LaRocque abgemischt und im Frühling 2010 über Metalville Records unter dem Namen Portrait of a Hanged Man veröffentlicht. Währenddessen verließ Schlagzeuger Henry Moreno die Band und wurde durch Wayne De Vecchi ersetzt. Nach einer US-Tour im Sommer 2010 verließ Norman Skinner die Band, sodass sich die Gruppe auflöste.
2019 fanden sich Steve Rice, Norman Skinner und Jim Pegram wieder zusammen, holten den Ex-King Diamond Drummer Matt Thompson an Bord und produzierten das Album Only Dark Hearts Survive, das von den Kritikern überwiegend positiv aufgenommen wurde.

## Stil
Die Band spielt eine Mischung aus Thrash- und Power-Metal, wobei auch teilweise Elemente aus dem Melodic Death Metal verwendet werden. Gesanglich erinnert die Band stark an The Haunted.

## Diskografie
- Demo 1993 (Demo, 1993, Eigenveröffentlichung)
- Imagika (Album, 1995, Headless Corpse Records)
- Worship (Album, 1998, Headless Corpse Records/Radiation Records)
- …And So It Burns (Demo, 1999, Eigenveröffentlichung)
- And So It Burns (Album, 2001, Massacre Records)
- 4-Song Demo 2002 (Demo, 2002, Eigenveröffentlichung)
- Devils on Both Sides (Demo, 2004, Eigenveröffentlichung)
- Devils on Both Sides (Album, 2005, Mausoleum Records)
- My Bloodied Wings (Album, 2006, Crash Music)
- Feast for the Hated (Album, 2008, Locomotive Records)
- Portrait of a Hanged Man (Album, 2010, Metalville Records)
- Only Dark Hearts Survive (Album, 2019, Dissonance)